# Лексингтон (град, Орегон)
Лексингтон (на английски: Lexington) е град в окръг Мороу, щата Орегон, САЩ. Лексингтон е с население от 263 жители (2000) и обща площ от 1,1 km². Намира се на 443,2 m надморска височина. ЗИП кодът му е 97839, а телефонният му код е 541.